# Zebrias
Zebrias es un género de pez de la familia Soleidae en el orden de los Pleuronectiformes.

## Especies
Se reconocen las siguientes especies:
- Zebrias altipinnis (Alcock, 1890)
- Zebrias annandalei (Talwar & Chakrapany, 1967)
- Zebrias callizona (Regan, 1903)
- Zebrias cancellatus (McCulloch, 1916)
- Zebrias captivus (J. E. Randall, 1995)
- Zebrias cochinensis (Rama-Rao, 1967)

- Zebrias craticula (McCulloch, 1916)
- Zebrias crossolepis (P. S. Cheng & Y. W. Chang, 1965)
- Zebrias fasciatus (Basilewsky, 1855)
- Zebrias japonica (Bleeker, 1860)

- Zebrias keralensis (Joglekar, 1976)
- Zebrias lucapensis (Seigel & Adamson, 1985)
- Zebrias maculosus (Oommen, 1977)
- Zebrias munroi (Whitley, 1966)
- Zebrias penescalaris (M. F. Gomon, 1987)
- Zebrias quagga (Kaup, 1858)
- Zebrias regani (Gilchrist, 1906)
- Zebrias scalaris (M. F. Gomon, 1987)
- Zebrias synapturoides (J. T. Jenkins, 1910)
- Zebrias zebra (Bloch, 1787)
- Zebrias zebrinus (Temminck & Schlegel, 1846)